# Gudme Herred

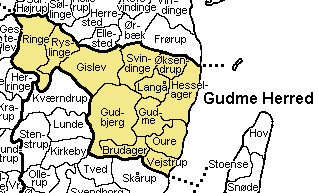
Gudme Herred

Gudme Herred was een herred in het voormalige Svendborg Amt in Denemarken. In Kong Valdemars Jordebog wordt de herred vermeld als Guthumhæreth. Bij de bestuurlijke reorganisatie van 1970 is het gebied deel geworden van de nieuwe provincie Funen.

## Parochies
Gudme was verdeeld in 12 parochies.
- Brudager
- Gislev
- Gudbjerg
- Gudme
- Hesselager
- Langå
- Oure
- Ringe
- Ryslinge
- Svindlinge
- Vejstrup
- Øksendrup